# Haitham Hakki
Haitham Hakki (ASA-LC: Haytham Huqi) (em em árabe: هيثم حقي,  حقي‎; (29 de agosto de 1948) é um realizador sírio, director, roteirista, e produtor. Tem trabalhado intensamente na TV síria. Seu primeiro filme foi sua ópera prima do Instituto de Cinema de Moscovo em 1973: Hotel Thanatos, uma adaptação de um livro  André Maurois.
Em 1987, criou seu "Enterprise Al Rahba" para produções artísticas. Assim, agora tem uma pequena cidade do cinema nas redondezas de Damasco.
Nos mais de 40 anos de vida artístico-trabalhista, escreveu centenas de artigos cinematográficos e artigos políticos, e publicou o livro "Entre o cinema e a televisão". Haitham Hakki é um cineasta decididamente político. Mas, nunca o enviaram a prisão por suas opiniões. E, não está impressionado pelos filmes que propagam uma mensagem política directo, e diz que, em qualquer caso, não seria possível fazer um filme desse tipo em Síria.
Como produtor conhece, de tentativas de censura cinematográfica, pelo Ministério de Cultura da Síria, se expressando, em exigir o fim da censura.

## Obra

### Filmografia

#### Curtas-metragens
Hakki após seu regresso de Moscovo escreveu e dirigiu cinco cortometrajes:
- The game of Haitham Hakki (O jogo de Haitham Hakki)

- The Dam of Haitham Hakki (A represa de Haitham Hakki)

- The Swing of Haitham Hakki (A troca de Haitham Hakki) (Prémio especial do júri do festival de cinema de Praga 1978,  Tanit d'Argent do Festival de cinema de Cartago 1978)

- Special Mission of Haitham Hakki (Missão especial de Haitham Hakki)

- Fire and Water of Haitham Hakki (Fogo e água de Haitham Hakki)

#### Longas-metragens
Após cinco anos procurando produtor, Rashwan filmou-lhe a sua primeira longa-metragem “Basra” (2008) e produziu-lhe com o filme egípcio independente. Depois conheceu o produtor Haitham Hakki, que entusiasmou-se com a produção do filme e ampliou-a desde o formato HD ao formato de 35 mm.
Basra teve muito sucesso nos festivais. Projectou-se em doze festivais e obteve seis prémios e uma menção.

### Como produtor
- "بصره" "Vista"
- "روداج" "Rodaj"
- "مطر أيلول" "Chuva de setembro"
- "الطريق الدائري" "Estrada de cincunvalação"

### Em tv
- بصمات على جدار الزمن  "Impressões digitais no muro do tempo" 1980.
- حرب السنوات الأربع "Guerra de quatro anos" 1980.
- عزالدين القسام "Izzedine al-Qassam" 1981.
- دائرة النار "Círculo de fogo" 1988.
- غضب الصحراء "A ira do Sahara" 1989.
- هجرة القلوب إلى القلوب "A migração de corações a corações" 1990.
- أيام الخوف "Fear Days" 1991.